# Partido Democrata Popular
O Partido Democrata Popular foi um partido político espanhol de centro-direita, de inspiração democrata-cristã. 
Durante a transição democrática espanhola, os seus dirigentes participaram na criação de União de Centro Democrático em 1977, sendo a ala democrata-cristã da UCD. Em 1982 abandonaram a coligação centrista e criaram o Partido Democrata Popular, apresentando-se às eleições gerais de 28 de Outubro de 1982 em coligação com Aliança Popular, tornando-se a principal força da oposição. Em 1983, ao dissolver-se UCD, a maioria dos democrata-cristãos que ainda seguiam nela ingressaram no PDP. 
Em 1986 participaram com AP na Coligação Popular, mas romperam os seus acordos pouco depois das eleições gerais desse ano, e o seu presidente Óscar Alzaga renunciou à sua cadeira por Madrid. 
Nas eleições municipais de 1987 optou por se apresentar em solitário, obtendo 319.519 votos e 1.520 vereadores. Nas eleições europeias do mesmo ano obteve 170.866 votos. 
Formou junto a Aliança Popular e o Partido Liberal a Coligação Popular entre 1982 e 1986. Em 1989 a maior parte dos seus dirigentes e membros integraram-se no recém fundado Partido Popular. 
Seu presidente era Óscar Alzaga e entre os seus dirigentes encontravam-se Jaime Mayor Oreja, Javier Arenas, José María Álvarez del Manzano e Jaime Ignacio del Burgo.